# Боме (повіт)
29°51′38″ пн. ш. 95°46′00″ сх. д. / 29.86068° пн. ш. 95.76661° сх. д.
Боме (кит. 波密县, пін. Bōmì Xiàn, трансліт. Bomê) — один із повітів КНР у складі префектури Ньїнгчі, Тибетський автономний район. Адміністративний центр — містечко Жамог.

## Географія
Боме лежить у межах Тибетського плато (регіон Кхам). Середня висота Боме над рівнем моря становить близько 3600 метрів (перепад висот у діапазоні від 1995 до 6648 метрів над рівнем моря). 

### Клімат
Повіт лежить у зоні висотної поясності, котра характеризується вологим субтропічним кліматом до 2700 метрів над рівнем моря, океанічним кліматом субтропічних нагір'їв до 4200 метрів над рівнем моря і континентальним субарктичним кліматом на решті території. Найтепліший місяць — липень із середньою температурою 16,9 °C. Найхолодніший місяць — січень, із середньою температурою 0,7 °С.
| Клімат повіту Боме      | Клімат повіту Боме | Клімат повіту Боме | Клімат повіту Боме | Клімат повіту Боме | Клімат повіту Боме | Клімат повіту Боме | Клімат повіту Боме | Клімат повіту Боме | Клімат повіту Боме | Клімат повіту Боме | Клімат повіту Боме | Клімат повіту Боме | Клімат повіту Боме |
| Показник                | Січ.               | Лют.               | Бер.               | Квіт.              | Трав.              | Черв.              | Лип.               | Серп.              | Вер.               | Жовт.              | Лист.              | Груд.              | Рік                |
| Середній максимум, °C   | 8,9                | 9,7                | 12,1               | 15,6               | 19,4               | 21,6               | 23,7               | 23,6               | 21                 | 16,6               | 13,2               | 10,1               | 16,3               |
| Середня температура, °C | 0,7                | 2,8                | 5,6                | 8,7                | 12,2               | 15,2               | 16,9               | 16,6               | 14,3               | 9,7                | 4,5                | 0,8                | 9                  |
| Середній мінімум, °C    | −5,2               | −2,2               | 1,1                | 3,9                | 7                  | 10,8               | 12,3               | 12                 | 10,2               | 5,4                | −1,1               | −5,2               | 4,1                |
| Норма опадів, мм        | 5.2                | 27.1               | 87.3               | 116                | 106.4              | 136.2              | 105.7              | 80                 | 111.3              | 90.5               | 18.4               | 6.8                | 890.9              |
| Вологість повітря, %    | 61                 | 64                 | 71                 | 71                 | 71                 | 77                 | 77                 | 76                 | 78                 | 76                 | 68                 | 64                 | 71.2               |
| ----------------------- | ------------------ | ------------------ | ------------------ | ------------------ | ------------------ | ------------------ | ------------------ | ------------------ | ------------------ | ------------------ | ------------------ | ------------------ | ------------------ |
| Джерело: data.cma.cn    |                    |                    |                    |                    |                    |                    |                    |                    |                    |                    |                    |                    |                    |